# Zimbabue en los Juegos Olímpicos de Los Ángeles 1984
Zimbabue estuvo representado en los Juegos Olímpicos de Los Ángeles 1984 por un total de 15 deportistas, 12 hombres y 3 mujeres, que compitieron en 5 deportes.
El portador de la bandera en la ceremonia de apertura fue el atleta Zephaniah Ncube. El equipo olímpico zimbabuense no obtuvo ninguna medalla en estos Juegos.